# Kōnan-ku (Yokohama)
Pour les articles homonymes, voir Kōnan-ku.
Kōnan (港南区, Kōnan-ku) est l'un des dix-huit arrondissements de la ville de Yokohama au Japon. Il est situé au sud de la ville.
En 2016, sa population est de 215 485 habitants pour une superficie de 19,90 km2, ce qui fait une densité de population de 10 830 hab./km2.

## Transport publics
L'arrondissement est desservi par plusieurs lignes ferroviaires :
- ligne Negishi de la compagnie JR East,
- ligne principale de la compagnie Keikyū,
- ligne bleue du métro de Yokohama.